# Era Domingo
Era Domingo é o décimo álbum de estúdio da carreira (o nono "solo") de Zeca Baleiro. Lançado em 13 de maio de 2016 em todas as plataformas digitais, o álbum conta com 11 faixas - nove autorais e duas em parceria - co-produzidas por 13 artistas, sendo cada faixa entregue a um produtor diferente, seguindo o mesmo esquema de seu último álbum de inéditas (O Disco do Ano, de 2012).

## Lista de faixas
| N.º            | Título                                      | Compositor(es)        | Duração  |  |
| 1.             | "Era Domingo"                               | Zeca Baleiro          | 3:15     |  |
| 2.             | "Ela Parou no Sinal"                        | Baleiro               | 3:33     |  |
| 3.             | "Balada do Oitavo Andar"                    | Baleiro               | 4:34     |  |
| 4.             | "De Mentira"                                | Baleiro               | 4:06     |  |
| 5.             | "Homem Só"                                  | Baleiro               | 3:38     |  |
| 6.             | "Desejo de Matar"                           | Baleiro               | 3:30     |  |
| 7.             | "O Amor é Invenção"                         | Baleiro               | 3:18     |  |
| 8.             | "Deserta"                                   | Baleiro Lokua Kanza   | 4:22     |  |
| 9.             | "Pequena Canção"                            | Baleiro               | 2:51     |  |
| 10.            | "Desesperança (Sobre Poema de Sousândrade)" | Baleiro Paulo Monarco | 4:34     |  |
| 11.            | "Ultimamente Nada"                          | Baleiro               | 3:52     |  |
| Duração total: | Duração total:                              | Duração total:        | 00:42:05 |  |